# ギリゴマーシュ
ギリゴマーシュ （Guilligomarc'h、ブルトン語:Gwelegouarc'h）は、フランス、ブルターニュ地域圏、フィニステール県のコミューン。

## 由来
ギリゴマーシュの名はブルトン語名Gwelegouarc'h（ゲレグアシュ）に由来する。これは氏族を意味するgweleとComarc'hからなる言葉である。Comarc'hとはウェールズ語のConmarc'hまたはCynfarchが進化したもので、『騎乗した戦士』を意味する。

## 地理

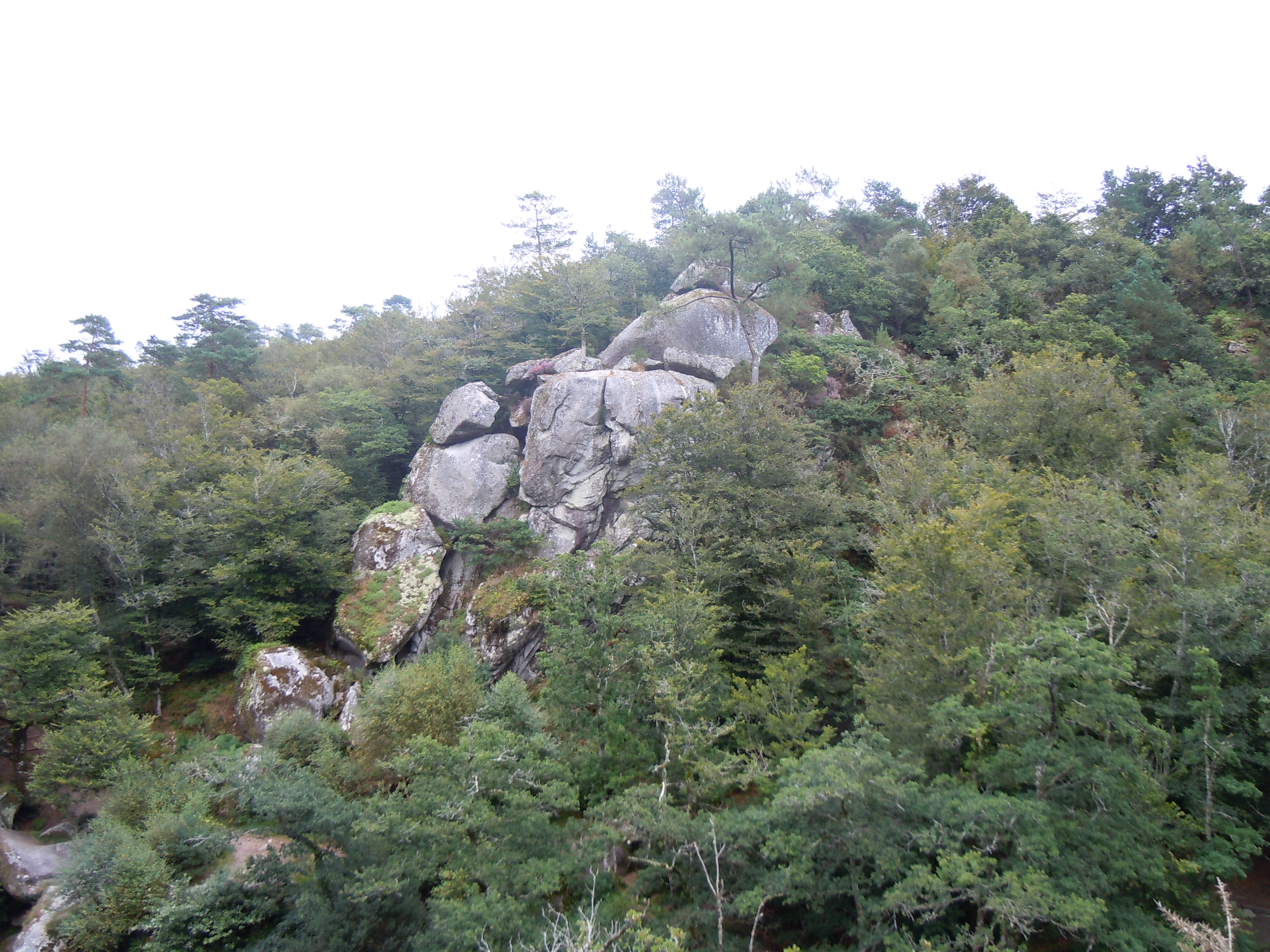
ギリゴマーシュのレ・ロシュ・デュ・ディアブル

ギリゴマーシュは西のエレ川と東のスコルフ川に挟まれた、小さな田舎町である。町は非常に高低差の激しい丘の町である。町は標高22mから148mの範囲に広がり、樹木の茂った地帯が多くある。エレ川とスコルフ川は森林地帯を流れ、非常に急な流れとなっている。レ・ロシュ・デュ・ディアブル（Les Roches du Diable）という岩がちな場所は、ロキュノレとの境界に広がり、特に壮観である。町は花崗岩の岩盤の上にある。このため町の建物の多くは切り出された豊富な花崗岩が資材として用いられている。住宅地は広範囲に分散しており、中心部の他73の集落がある。ブール（bourg）と呼ばれる中心部に次ぐ人口を持つのはサンテロワ集落である。

## 歴史
アンシャン・レジーム時代のギリゴマーシュ教区は、ラ・ロシュ・モワザン領主の支配下にあった。ラ・ロシュ・モワザンはエンヌボンのセネシャル管轄区に属し、カトリック教会のケメネ・エボエ助祭区、ヴァンヌ司教区に属していた。
1790年、ギリゴマーシュ教区はアルザノから独立したコミューンとなった。歴史的にはブロエレック王国（fr）に属した地域であったが、コミューンは1801年のコンコルダートの結果、カンペール司教座に含まれることになった。
1936年、ウェスト・エクレール紙はこのような記事を掲載している。
『東をギリゴマーシュ、西のメラック、北をニゾン、南はクロアール・カルノエに挟まれたカンペルレ地方は、リンゴ文化が活発である。クロアールおよびリエック＝シュル＝ベロン特産のリンゴは、隣接するフエナンのリンゴと同じく最高の品質と認められている。1935年とは異なり、今年のリンゴの出来は非常によかった。リンゴのシードルの価値を高め、ワインのように多くの年に収入が入るよう政府に約束してもらおうと、代表団はパリに赴いた。』

## 人口統計
| 1962年 | 1968年 | 1975年 | 1982年 | 1990年 | 1999年 | 2006年 | 2010年 |
| ------ | ------ | ------ | ------ | ------ | ------ | ------ | ------ |
| 936    | 666    | 560    | 569    | 520    | 571    | 650    | 710    |

参照元:1999年までEHESS、2000年以降INSEE

## ゆかりの人物
- マチュラン・ル・オール（fr:Mathurin Le Hors） - ギリゴマーシュ生まれ。サンピエール島・ミクロン島で採集を行った植物学者